# Вишнева (Україна)
Вишнева́ — село в Україні, у Балаклійському районі Харківської області. Населення становить 641 осіб. До 2020 орган місцевого самоврядування— Вишнівська сільська рада.

## Історія
Село постраждало внаслідок геноциду українського народу, проведеного урядом СССР в 1932—1933 роках, кількість встановлених жертв у Вишневій, Малій Вишневій, 1 травня, Дубниківці, Зеленому Гаю, Устимівці — 178 людей.
12 червня 2020 року, відповідно до Розпорядження Кабінету Міністрів України  № 725-р «Про визначення адміністративних центрів та затвердження територій територіальних громад Харківської області», увійшло до складу Савинської селищної територіальної громади.
19 липня 2020 року, в результаті адміністративно-територіальної реформи та ліквідації Балаклійського району, село увійшло до складу новоутвореного Ізюмського району.

## Населення

### Мова
Розподіл населення за рідною мовою за даними перепису 2001 року:
| Мова       | Кількість | Відсоток |
| ---------- | --------- | -------- |
| українська | 619       | 96.57%   |
| російська  | 19        | 2.96%    |
| білоруська | 3         | 0.47%    |
| Усього     | 641       | 100%     |

## Географія
Поруч із селом Вишнева протікає річка Теплянка. Через село проходять автомобільні дороги E40 і М03, за 1 км — колишнє село Мала Вишнева, за 1,5 км — колишнє село Відродження.

## Економіка
В селі є птахо-товарна ферма.

## Освіта
У селі Вишнева працює загальноосвітня школа І-ІІІ ступенів.

## Культура
У селі працює бібліотека.